# فینال جام اتحادیه فوتبال انگلستان ۱۹۹۰
فینال جام اتحادیه فوتبال انگلستان ۱۹۹۰، رقابت پایانی جام اتحادیه فوتبال انگلستان در سال ۱۹۹۰ میلادی است که مابین دو تیم باشگاه فوتبال ناتینگهام فارست و باشگاه فوتبال الدهام اتلتیک در ورزشگاه ومبلی لندن برگزار شده‌است.
این مسابقه که در تاریخ ۲۹ آوریل ۱۹۹۰ انجام شده‌است با نتیجه ۱ بر ۰ به سود تیم باشگاه فوتبال ناتینگهام فارست به پایان رسید.